# إدي غراي (مهندس)
إدي غراي (بالإنجليزية: Eddie Gray)‏ هو مهندس أمريكي، ولد في 4 فبراير 1920 في غاردينا في الولايات المتحدة، وتوفي في 25 أكتوبر 1969.